# 乌尔姆足球俱乐部
乌尔姆足球俱乐部是一家位于德国巴登-符腾堡州乌尔姆的足球俱乐部，是德国历史最久、规模最大的体育俱乐部之一。